# Norwegian Gem
A Norwegian Gem a Norwegian Cruise Line egyik óceánjáró luxushajója. 

## Története
A németországi Meyer Werft hajógyár építette a Norwegian Cruise Line . Építését 2006-ban kezdték, 2007-ben állt szolgálatba. A Bahamákban van bejegyezve.

## Leírása
A Norwegian Jewel (2005), Norwegian Jade (2006) és Norwegian Pearl (2006) után a negyedik Jewel-osztályú óceánjáró. A négy hajó különböző szolgáltató egységekkel rendelkezik de a külső és belső dizájnja hasonló, követi a 2001-ben szolgálatba állított Norwegian Starét és Norwegian Dawnét. A hajó 2384 utas befogadására alkalmas 1154 fős személyzettel. 
A tizenöt fedélzeten a tizenegy féle kabin mellett számos szórakozási és sportolási lehetőség található: színház, szalonok, kaszinó, sör és whisky bár, bárok, internetkávézó, koktélbár, grill étterem, nyolc étterem, steakhouse, kávézók, medencék, jakuzzik, gyermekmedence, spa, szépségszalon, fitneszterem, futópálya, kosárlabda/röplabda/teniszpálya, bevásárló utca, kártyaszoba, könyvtár, videó terem és konferenciaterem.